# 朱奎昌
朱奎昌（1928年11月25日—2018年9月3日），朝鮮民主主義人民共和国軍人、政治人物。朝鲜劳动党中央委员会政治局候补委员兼国防委员会委员，机械工业部（军需工业部）部长。

## 生平
咸镜南道咸州郡出生。1950年3月留学苏联，在鮑曼莫斯科國立技術大學机械工程系深造，毕业回国后一直从事导弹设计工作。历任国防科学院副院长、第一副院长、党中央委员会部长、第二经济委员会委员长、第二自然科学院院长、党中央委员会第一副部长职务。2010年9月，在朝鲜劳动党第三次代表会议上，当选为朝鲜劳动党中央委员会政治局候补委员、朝鲜国防委员会委员，并开始担任党中央委员会机械工业部长。2012年2月15日被金正恩授予上将军衔。
2018年9月3日，朱奎昌因全血球减少症逝世，享年89岁。朝鮮勞動黨中央委員會和朝鮮最高人民會議常任委員會聯名發表訃告，指朱奎昌是忠於金日成、金正日和金正恩三名最高領導人的「革命戰士」，及為加強國防力量作出特出貢獻的老革命家。雖然他已離世，「但他對黨和革命、祖國和人民建樹的業績永垂不朽」。